# Wenzel Carl Wolfgang Blumenbach
Wenzel Carl Wolfgang Blumenbach (auch Blumenbach-Wabruschek; * 1. Jänner 1791 in Wien; † 17. April 1847 ebenda) war ein österreichischer Statistiker und Geograph.

## Leben

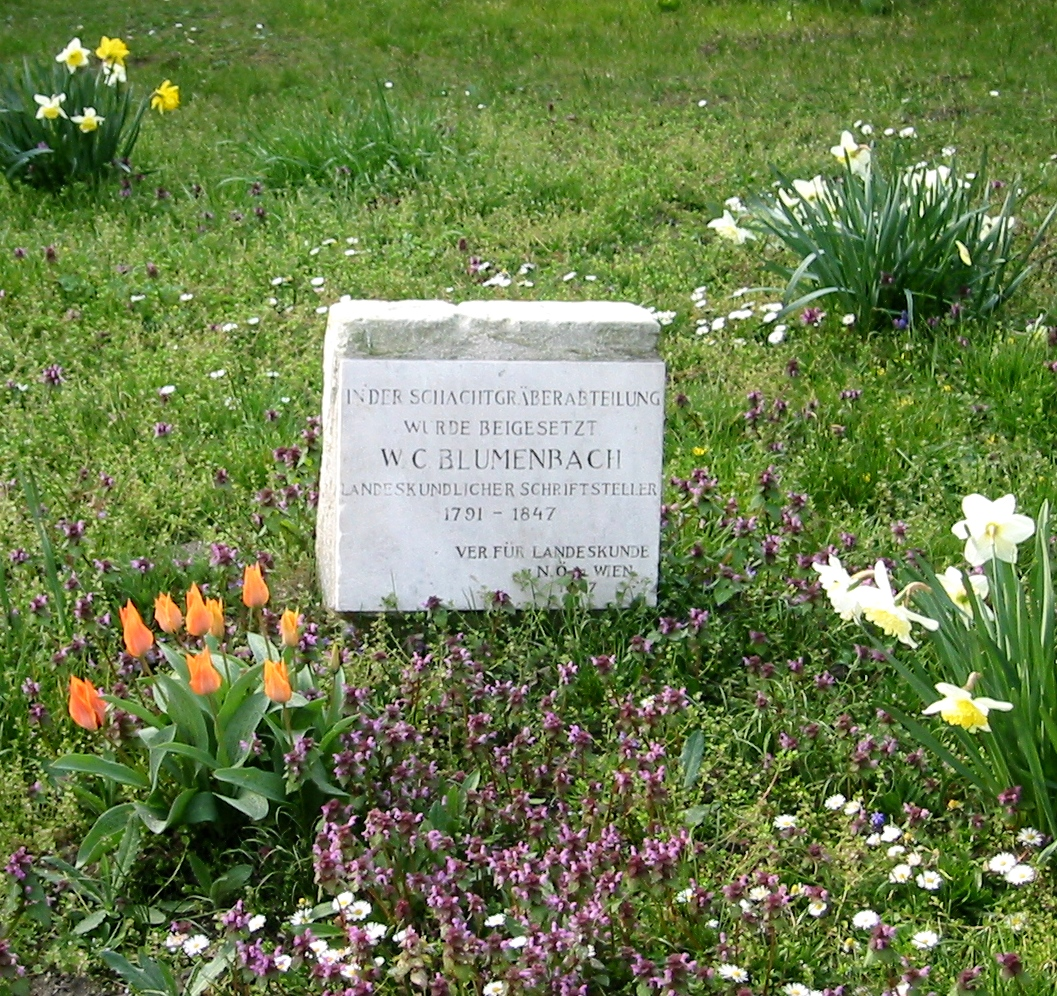
Gedenkstein für Wenzel Carl Wolfgang Blumenbach auf dem Sankt Marxer Friedhof

Wenzel Blumenbach-Wabruschek wurde 1791 in Wien geboren – gemäß Taufbuch der Pfarre St. Ulrich aus dem 7. Wiener Gemeindebezirk unter dem Namen Wenzel Wolfgang Wawaruschek. Nach seiner Ausbildung im Stift Wilhering bei Linz und juridischen Studien an der Universität Wien wandte sich Blumenbach der Topographie, Mineralogie, Technologie und Statistik zu. Bereits als Jugendlicher mit 16 Jahren hatte er in den Vaterländischen Blättern für den österreichischen Kaiserstaat eine länderkundliche, ethnografische Studie über das Marchfeld und seine Bewohner veröffentlicht. 1813–1815 bekam er eine Anstellung als Sekretär am Cosmographischen Institut bei dem Geografen Joseph von Liechtenstern, an dessen Ende die Neueste Landeskunde des Erzherzogtums Österreich unter der Enns erschien – sein erstes größeres Werk, das er unter dem Namen Wenzel Blumenbach-Wabruschek veröffentlichte. Anschließend wurde er Mitarbeiter von Stephan von Keeß bei der k. k. Niederösterreichischen Fabriken-Inspektion. Als Ergebnis dieser Zusammenarbeit erschien 1819–1824 in drei Bänden die Darstellung des Fabriks- und Gewerbswesens im österreichischen Kaiserstaate. Vorzüglich in technischer Beziehung. Als Fortsetzung und Ergänzung folgte daraus eine Systematische Darstellung der neuesten Fortschritte in den Gewerben und Manufakturen und des gegenwärtigen Zustandes derselben. Danach begann Blumenbachs Tätigkeit im von Kronprinz Ferdinand, dem späteren Kaiser gegründeten k. k. vaterländisch-technologischen Cabinet, das später Teil der technischen Hochschule Wien wurde. Ab 1825 wurde er Privatbibliothekar Ferdinands in dessen Bibliothek und arbeitete in der Kupferstich- und Kartensammlung. 1829 wurde er Bücherzensor – eine Stellung, die er bis zu seinem Tod beibehielt. 1835 stieg er schließlich zum Kustos des bereits angeführten Cabinets auf und behielt diese Stellung ebenfalls bis zu seinem Lebensende 1847. Kurz vor seinem Tod verfasste er auf Ansuchen der Studienhofkommission ein Lehrbuch der Geographie zum Gebrauche der Realschulen in den k. k. Staaten. Seine letzte Ruhestätte fand Blumenbach auf dem Sankt Marxer Friedhof.

## Werke
- Neueste Landeskunde des Erzherzogtums Österreich unter der Ens in zwei Teilen
- Darstellung des Fabriken- und Gewerbewesens im österreichischen Kaiserstaat